# 榮町車站 (札幌市)
榮町車站（日语：／ Sakaemachi eki */?）是位於日本北海道札幌市東區北41條東，屬於札幌市交通局東豐線的地下鐵車站。車站編號是H-01。

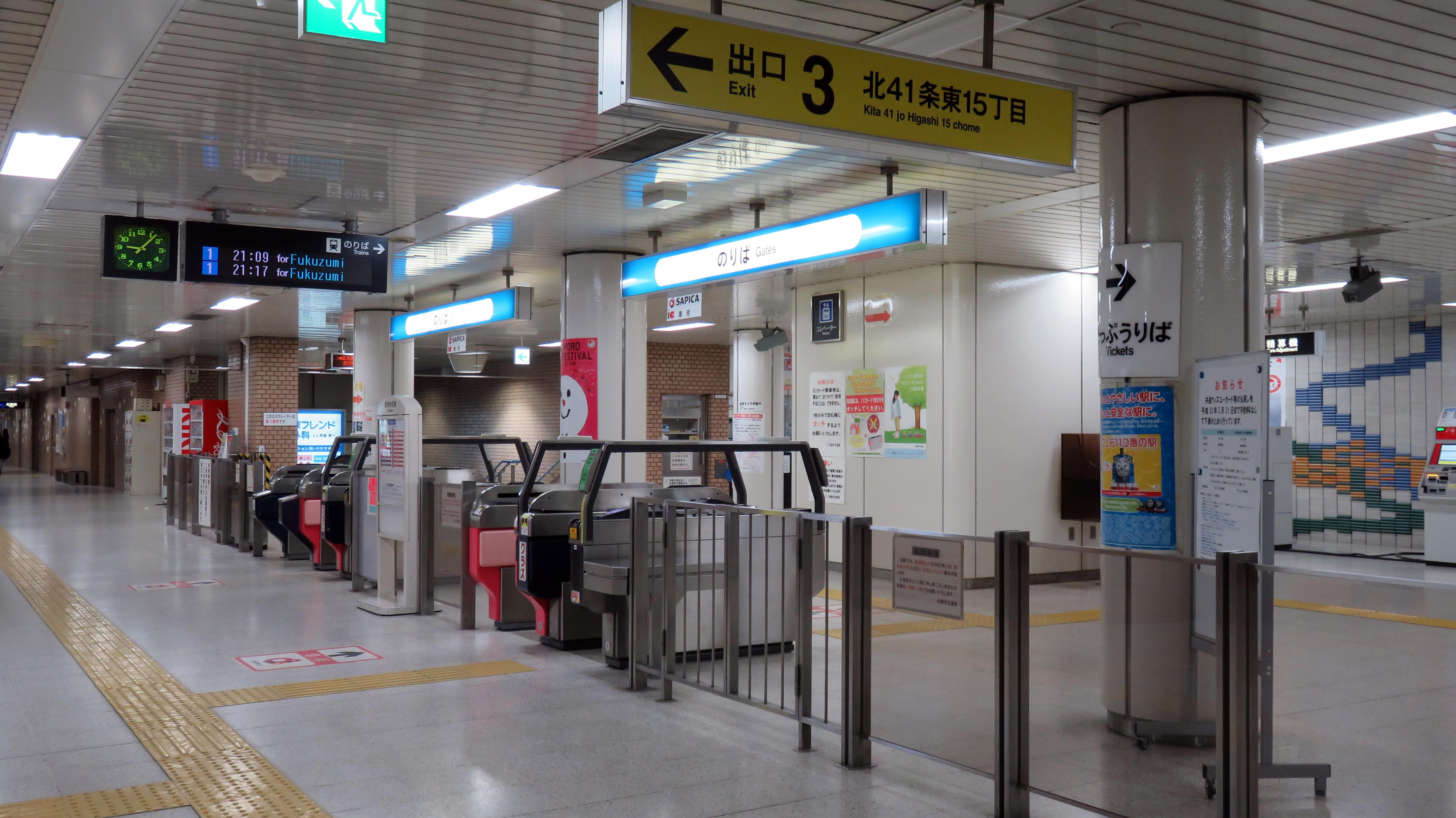
驗票口（2016年2月）

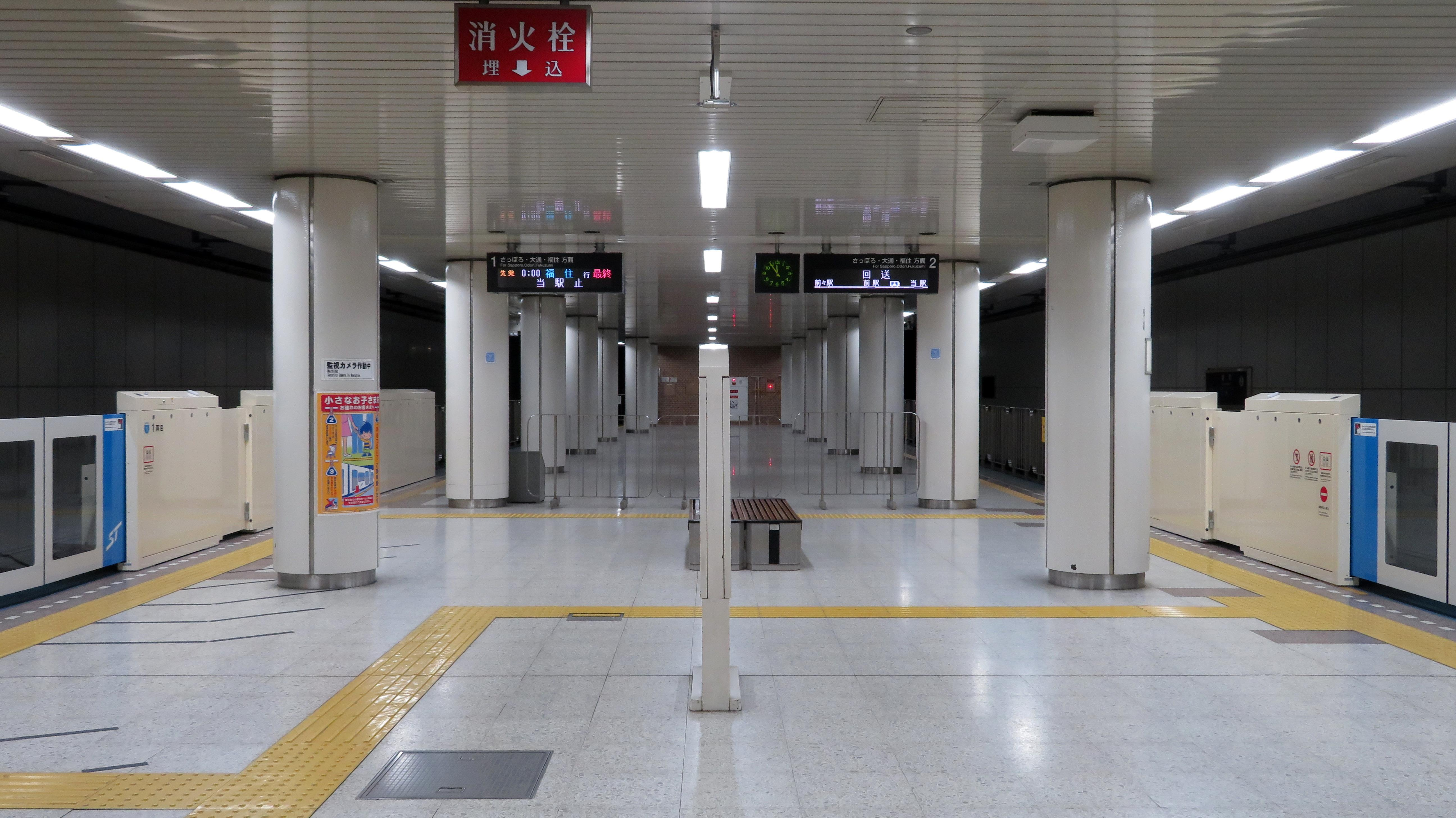
月台（2017年1月）

## 車站構造
本站為擁有1面2線島式月台的地下車站。

### 月台配置
| 月台 | 路線   | 目的地               | 備註           |
| ---- | ------ | -------------------- | -------------- |
| 1    | 東豐線 | 札幌、大通、福住方向 | （主要乘車用） |
| 2    | 東豐線 | 札幌、大通、福住方向 | （主要下車用） |

## 車站周邊
- 自衛隊丘珠駐屯地
- 丘珠空港

## 历史
- 1988年12月2日－伴隨市營地下鐵東豐線的通車，榮町車站啟用。

## 相鄰車站
札幌市營地下鐵
 東豐線
榮町（H01）－新道東（H02）

## 外部連結
- （日語）榮町站內配置圖（札幌市交通局）

1. ↑  “地下22メートル 盛大に発車式 札幌・地下鉄東豊線”. 北海道新聞 (北海道新聞社). (1988年12月1日)